# Самарский (Новосибирская область)
Самарский — посёлок в Тогучинском районе Новосибирской области. Входит в состав Буготакского сельсовета.

## География
Площадь посёлка — 36 гектаров.

## Население
| 2002 | 2007 | 2010 |
| ---- | ---- | ---- |
| 149  | ↘131 | ↘118 |

## Инфраструктура
В посёлке по данным на 2007 год функционирует 1 учреждение здравоохранения.